# Luis Moya (rali-navigátor)
Luis Moya (A Coruña, 1960. szeptember 23. –) spanyol rali-navigátor. 1990-ben és 1992-ben megnyerte a rali-világbajnokságot Carlos Sainz navigátoraként.

## Pályafutása

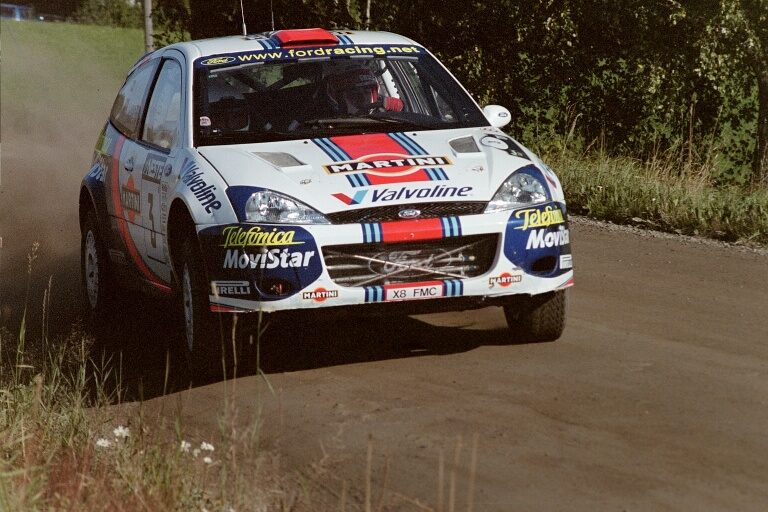
Carlos Sainz-al 2001-ben a Finn ralin

1988 és 2002 között vett részt a rali-világbajnokság versenyein. Kivétel nélkül, minden világbajnoki versenyén honfitársa, Carlos Sainz oldalán navigált. Első győzelmét az 1990-es Akropolisz-ralin szerezte. Carlossal megnyerték az 1990-es, valamint az 1992-es világbajnokságot. Pályafutása során huszonnégy versenyt nyert, ezzel Daniel Elena és Timo Rautiainen után a harmadik legsikeresebb navigátornak számít a világbajnokság történelmében.
Versenyzéstől való visszavonulása után, 2003 és 2006 között a Subaru World Rally Team sportigazgatója volt.

### Rali-világbajnoki győzelmei
| #   | Dátum                        | Rali             | Versenyző    | Autó                    | Összefoglaló |
| --- | ---------------------------- | ---------------- | ------------ | ----------------------- | ------------ |
| 1.  | 1990. június 3-6.            | Akropolisz-rali  | Carlos Sainz | Toyota Celica GT-Four   | Összefoglaló |
| 2.  | 1990. június 30.-július 3.   | Új-Zéland-rali   | Carlos Sainz | Toyota Celica GT-Four   | Összefoglaló |
| 3.  | 1990. augusztus 23-26.       | Finn rali        | Carlos Sainz | Toyota Celica GT-Four   | Összefoglaló |
| 4.  | 1990. november 25-28.        | Brit rali        | Carlos Sainz | Toyota Celica GT-Four   | Összefoglaló |
| 5.  | 1991. január 24-30.          | Monte Carlo-rali | Carlos Sainz | Toyota Celica GT-Four   | Összefoglaló |
| 6.  | 1991. március 5-9.           | Portugál rali    | Carlos Sainz | Toyota Celica GT-Four   | Összefoglaló |
| 7.  | 1991. április 28.-május 1.   | Korzika-rali     | Carlos Sainz | Toyota Celica GT-Four   | Összefoglaló |
| 8.  | 1991. június 26-30.          | Új-Zéland-rali   | Carlos Sainz | Toyota Celica GT-Four   | Összefoglaló |
| 9.  | 1991. július 23-27.          | Argentin rali    | Carlos Sainz | Toyota Celica GT-Four   | Összefoglaló |
| 10. | 1992. március 27.-április 1. | Szafari rali     | Carlos Sainz | Toyota Celica Turbo 4WD | Összefoglaló |
| 11. | 1992. június 25-29.          | Új-Zéland-rali   | Carlos Sainz | Toyota Celica Turbo 4WD | Összefoglaló |
| 12. | 1992. november 9-11.         | Katalán rali     | Carlos Sainz | Toyota Celica Turbo 4WD | Összefoglaló |
| 13. | 1992. november 22-25.        | Brit rali        | Carlos Sainz | Toyota Celica Turbo 4WD | Összefoglaló |
| 14. | 1994. május 29-31.           | Akropolisz-rali  | Carlos Sainz | Subaru Impreza 555      | Összefoglaló |
| 15. | 1995. január 22-26.          | Monte Carlo-rali | Carlos Sainz | Subaru Impreza 555      | Összefoglaló |
| 16. | 1995. március 8-10.          | Portugál rali    | Carlos Sainz | Subaru Impreza 555      | Összefoglaló |
| 17. | 1995. október 23-25.         | Katalán rali     | Carlos Sainz | Subaru Impreza 555      | Összefoglaló |
| 18. | 1996. május 10-12.           | Indonéz rali     | Carlos Sainz | Ford Escort RS Cosworth | Összefoglaló |
| 19. | 1997. június 8-10.           | Akropolisz-rali  | Carlos Sainz | Ford Escort WRC         | Összefoglaló |
| 20. | 1997. szeptember 19-21.      | Indonéz rali     | Carlos Sainz | Ford Escort WRC         | Összefoglaló |
| 21. | 1998. január 19-21.          | Monte Carlo-rali | Carlos Sainz | Toyota Corolla WRC      | Összefoglaló |
| 22. | 1998. július 24-27.          | Új-Zéland-rali   | Carlos Sainz | Toyota Corolla WRC      | Összefoglaló |
| 23. | 2000. szeptember 8-10.       | Ciprus-rali      | Carlos Sainz | Ford Focus WRC          | Összefoglaló |
| 24. | 2002. május 16-19.           | Argentin rali    | Carlos Sainz | Ford Focus WRC          | Összefoglaló |

## Külső hivatkozások
- Moya profilja az ewrc.cz honlapon
- Moya profilja a rallybase.nl honlapon